# Икома
Икома (јап. 生駒市) град је у Јапану у префектури Нара. Према попису становништва из 2005. у граду је живело 113.686 становника.

## Становништво
Према подацима са пописа, у граду је 2005. године живело 113.686 становника.
| 1995.   | 2000.   | 2005.   |
| ------- | ------- | ------- |
| 106.726 | 112.830 | 113.686 |